# Tumierz
Tumierz (łac. Tumer, pol. Tumirz, ukr. Тумир, Tumyr)  – wieś na Ukrainie, w obwodzie iwanofrankiwskim, w rejonie halickim.
Lokacja osady Tumir na prawie wołoskim w XV wieku. 
W I Rzeczpospolitej Tumierz należał do ziemi halickiej w województwie ruskim. Zdaniem prof. Jerzego Sperki, dawniej wieś występowała w źródłach jako Temerowce czyli Thumierz w ziemi halickiej.
W okresie Królestwa Galicji i Lodomerii wieś należała do klucza marjampolskiego księżnej Anny Jabłonowskiej. 
W II Rzeczypospolitej wieś w powiecie stanisławowskim województwa stanisławowskiego. 
Wg spisu niemieckiego w czasie II wojny światowej, w 1943 roku liczba ludności wynosiła 1289.
W 1944 nacjonaliści ukraińscy z OUN-UPA zamordowali tutaj 26 Polaków, grabiąc i paląc polskie gospodarstwa.

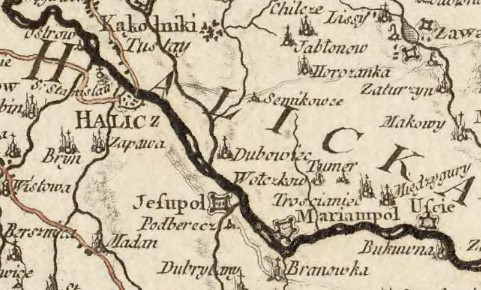
Tumierz (Tumer) na mapie (1722)
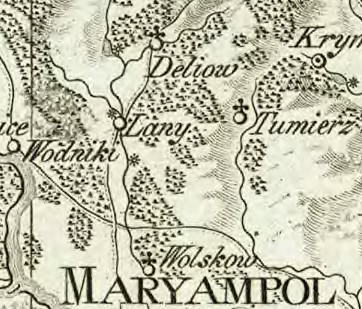
Tumierz na mapie (1824)
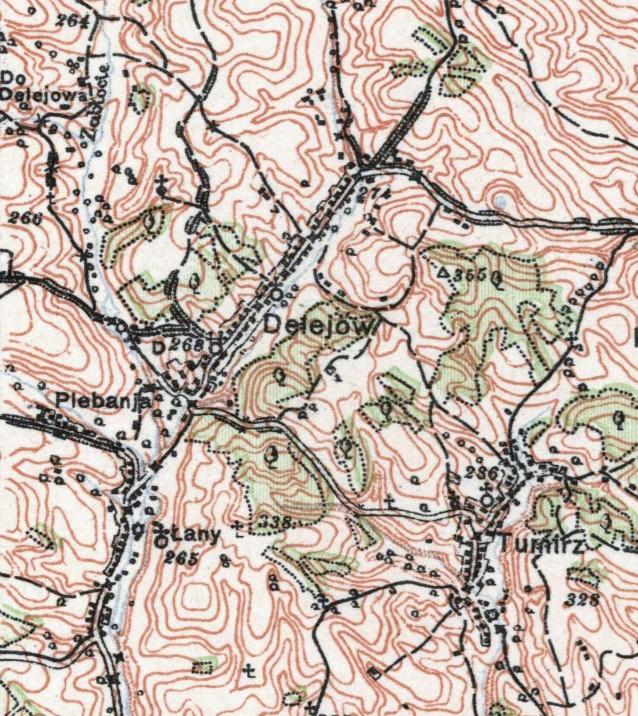
Tumierz (Tumirz) na mapie (1925)